# 乌氏花蟹蛛
乌氏花蟹蛛（学名：Xysticus ulmi）为蟹蛛科花蟹蛛属的动物。分布于欧洲以及中国的吉林等地。该物种的模式产地在欧洲。